# Guerre servili
Le guerre servili furono tre guerre combattute tra la Repubblica romana e schiavi ribelli, tra il 135 e il 71 a.C.. Le prime due rivolte scoppiarono in Sicilia, mentre la terza, la più grande e celebre, in Italia.
- la prima guerra servile (135-132 a.C.) fu determinata da una rivolta scoppiata in Sicilia; gli schiavi furono guidati da Euno, che si dichiarò profeta, e da Cleone di Cilicia;[1]
- la seconda guerra servile (102-98 a.C.) scoppiò in Sicilia una generazione più tardi; gli schiavi erano stavolta guidati dai ribelli Salvio e Atenione;[1]
- la terza guerra servile (73-71 a.C.) scoppiò in Italia per porre fine alla grande rivolta guidata da Spartaco.[1]

A queste tre rivolte può aggiungersi anche un sollevamento di schiavi in Sarmatia, occorsa nel 334. Questi quattro eventi rappresentano un unicum nella storia antica. Solo per queste occasioni abbiamo traccia di ribellioni schiavili quantitativamente così significative, in grado di tenere in scacco Roma per così lungo tempo.
Le rivolte siciliane videro l'elevazione al titolo regio di diversi capi, che cercarono di imitare i modelli ellenistici. In ciascun caso, la provincia siciliana fu riportata all'ordine da Roma solo schierando ingenti forze militari.
Gli scrittori antichi ricavarono da questi eventi considerazioni morali sui pericoli legati all'arroganza, al lusso e all'avidità di Roma (così, ad esempio, Diodoro di Agira e Valerio Massimo).

## Le rivolte siciliane
La cronologia degli eventi è alquanto oscura. Siamo però a conoscenza di maggiori dettagli sui primi anni dei primi due conflitti. Fonte principale delle ribellioni siciliane è Diodoro, che riporta un racconto molto frammentario degli eventi nei libri 34-36 della sua Biblioteca storica (scritta nel I secolo a.C.). Esiste poi un breve resoconto in Floro (Epitoma de Tito Livio).
Nelle ricostruzioni moderne, che spesso seguono pedissequamente Diodoro, vengono rimarcati alcuni elementi centrali che possono essere associati agli eventi: la presenza ingente di lavoro forzato, i toni moralistici adottati dagli storici dell'epoca, lo scarso ruolo attribuito alle classi umili di stato libero, la larga disponibilità di manodopera schiavile in Italia, indicata anzi in aumento, e il peggioramento delle condizioni degli schiavi nel II secolo a.C., il problema delle terre, legato all'uso eccessivo di schiavi, avversato dai Gracchi, la crescita della violenza e della corruzione nel mondo politico romano e, infine, l'importanza sempre maggiore della villa nell'economia italica dell'epoca.
Altre fonti letterarie fanno riferimenti puramente aneddotici alle guerre servili in Sicilia. Tra queste, le Verrine di Cicerone (I secolo a.C.), la Geografia di Strabone e i Factorum et dictorum memorabilium libri IX di Valerio Massimo (entrambe opere del I secolo d.C.), le Periochae (brevi riassunti delle Storie di Livio composti tra il III e il IV secolo), gli Historiarum adversus paganos libri septem di Orosio (V secolo) e la Biblioteca di Fozio (IX secolo).
Le fonti letterarie sono accompagnate da materiale numismatico ed epigrafico, nonché da resti di fionde, ma questi materiali non hanno concorso generalmente a scalfire la fiducia nel racconto di Diodoro, motivata anche dalla scarsa creatività attribuita allo storico siceliota.
Un elemento di perplessità è relativo al rapporto tra il carattere servile delle rivolte e la realtà del paesaggio agrario della Sicilia dell'epoca. Diodoro attribuisce infatti ai mandriani gran parte della responsabilità per lo scoppio della prima rivolta, ma Gerald P. Verbrugghe osserva che ciò mal si concilia con l'idea di un Sicilia dominata dalla coltivazione del grano, così come ci viene restituita da Livio e Cicerone. L'interpretazione delle due sollevazioni come guerre servili mal si concilia anche con la rinnovata cultura urbana di stampo ellenistico restituita dai materiali archeologici, numismatici ed epigrafici emersi dagli studi più recenti. Studi di carattere archeologico della Sicilia ciceroniana mostrano come tanto i risultati sul campo quanto le Verrine rinviano ad un paesaggio agrario diviso anche in piccole e medie proprietà, da connettere ad una élite provinciale economicamente potente. Per contrasto, il racconto di Diodoro rinvia ad un paesaggio di latifundia, da connettere al vasto utilizzo di manodopera servile (così Roger J. A. Wilson).
Più in particolare, il racconto tradizionale della dominazione romana in Sicilia vede un progressivo declino dell'isola a partire dall'istituzione della provincia sull'isola, con i centri urbani che perdono autonomia e sono impoveriti dalla tassazione romana. I furti di Gaio Verre, alla fine del periodo repubblicano, rappresentano il culmine di questo processo, che vede l'isola ridotta a tipico esempio di provincia pacificata e sonnolenta, ricoperta di colonie di veterani e di latifundia in mano a proprietari assenteisti. Jonathan R. W. Prag, invece, oppone a questo panorama, secondo lui confortato tanto dalle Verrine quanto da Diodoro, una Sicilia urbana fortemente monumentalizzata. E questa trasformazione dei centri urbani siciliani sarebbe avvenuta proprio in corrispondenza delle due guerre servili.
La stessa durata dei due conflitti in Sicilia e la stessa difficoltà dei Romani a sedarli, osserva Morton, getta qualche ombra sulla possibilità di leggerli come "guerre servili"; le cause potrebbero essere state più complesse: le sollevazioni coinvolsero forse la borghesia locale e le classi sociali povere, ma di stato libero. Secondo Morton, i reperti numismatici (ad esempio, le monete coniate al tempo di Antioco, cioè Euno, e che recano il suo nome) indicano che l'autorappresentazione dei ribelli non rinvia affatto al tentativo di liberarsi individualmente dalla condizione schiavile, ma piuttosto al tentativo di sollevare l'intera popolazione siciliana contro Roma. Se ciò è vero, le due sollevazioni siciliane vanno nettamente distinte dalla terza guerra servile, quella condotta da Spartaco.